# دينا دانيش
دينا دانش (ولدت في 1981)هي فنانة مصرية ولدت في فرنسا وتعيش وتعمل في امستردام.
ولدت في باريس وترعرعت في القاهرة  وحصلت علي بكالريوس الفنون من الجامعة الأمريكية بالقاهرة وعلي ماجيستير في الفنون الجميلة من كلية الفنون بكاليفورنيا وكانت تعمل كفنانة مقيمة في Rijksakademie van beeldende kunste 
ظهرت اعمالها التي كانت تدمج بين وسائل اعلام شتي متضمنة النحت والتصوير والتليفزيون  في متحف Stedelijk Museum Schiedam (nl) ومركز De Appel للفن في امستردام ومتحف سان فرانسيسكو للفن الحديث  وصالة عرض Kunsthall Oslo .
و تتلاعب دانش في اعمالها باللغة والبنية؛ فهي تدمج بين السخرية وسوء الفهم.
كما انها تقوم بالبحث في موضوع عملها الي حد التحقيق في استخدام العلكة من قبل الفنانين المعاصرين وفي السينما المصرية.
تلقت جائزة ايلي للحاضر والمستقبل في 2011. كما تلقت أيضا جائزة باركلاى سيمبسون
كما ظهر اسمها في القائمة القصيرة لعام 2016 لابراج جروب في جائزة الفن.
تحغظ اعمالها داخل مجموعات لبنك De Nederlandsche ومؤسسة نوماس ومتحف سان فرانسيسكو للفن الحديث ومتحف الفن الحديث.